# Шпинделеггер, Михаэль
Михаэль Шпинделеггер (нем. Michael Spindelegger, родился 21 декабря 1959, Мёдлинг) — австрийский государственный и политический деятель. Президент Агентства модернизации Украины.

## Ранняя карьера
Окончил юридический факультет Венского университета в 1983, имеет степень доктора права. Научный сотрудник Венского университета в 1982—1983. Ассистент при судах в Вене в 1983—1984. Служащий земельного правительства Нижней Австрии в 1984—1987. Сотрудник секретариата министра обороны Австрии в 1987—1990. Проходит программу бизнес-тренинга, а после — сотрудник ряда крупных промышленных фирм, в том числе Siemens в 1990—1994.

## Политическая карьера
Член Австрийской народной партии. Член Федерального совета Австрии в 1992—1993. Депутат Национального совета Австрии в 1993—1995, с 1996. Депутат Европейского парламента в 1995—1996. Министр иностранных дел Австрии со 2 декабря 2008 по 16 декабря 2013.
14 апреля 2011 года избран председателем Австрийской народной партии и 21 апреля вступил в должность вице-канцлера Австрии.
16 декабря 2013 года назначен на пост Министра финансов Австрии.
26 августа 2014 года Шпинделеггер объявил о своей отставке.
3 марта 2015 года Шпинделеггер возглавил европейскую неправительственную организацию Агентство модернизации Украины, которая разрабатывает программу реформ для выхода Украины из кризиса. В АМУ экс-глава МИД Австрии получил должность Президента Агентства.
Эксперты Агентства модернизации Украины до конца сентября 2015 года планируют подготовить программу модернизации страны.